# Око (фільм, 2002)
Око — містичний трилер з елементами драми 2002 року режисерів братів Пен. Прем'єра фільму відбулась 9 травня 2002 року. В США фільм зібрав 512 049 $, з них в перший вік-енд прокату — 62 062 $. У 2008 році вийшов американський ремейк фільму під такою ж назвою.

## Сюжет
Юна дівчина Мун осліпнула в ранньому дитинстві та відтоді не бачила денного світла. Але завдячуючи досягненням науки та технологій їй пересадили чужі очні яблука. Тепер їй необхідно пройти довгий, але дуже необхідний процес адаптації до матеріального світу, до його образів і барв. У цьому Мун покликаний допомогти лікар Ва, який потроху зближується нею та розпочинає відчувати не тільки професійні почуття до неї. Але згодом Мун починають переслідувати дивні галюцинації, які пізніше виявляються зовсім не галюцинаціями, а реальними видіннями. Виявляється, нові очі Мун дозволяють їй бачити душі померлих, а також переглядати події, які повинні відбутися в недалекому майбутньому. А самі очі були отримані він самогубиці, яка мешкала в далекому селі, де її мешканці називали її ворожкою.

## У ролях
- Анджеліка Лі Сіньцзе - Мун
- Чутча Ритінанон - Лін
- Лоуренс Чжоу Цзюньвей - доктор Ва

## Критика
Деякі критики відзначають те, що в деяких сценах фільм дійсно змушує глядача відчути страх. Сам він піднімає питання існування інших реальностей, невидимих простим поглядом. Фінал фільму, на думку того самого критика, типовий для азійських фільмів і проявляється в тому, що хоча головна героїня, хоча й знаходить щастя, але все одно втрачає зір.

## Нагороди
- Кінофестиваль Золотий кінь в Тайвані — найкраща жіноча роль та найкращі спецефекти.
- Гонконгська кінопремія за найкращу жіночу роль.
- Міжнародний кінофестиваль в Сітжесі — приз за операторську роботу.